# Kali (postać literacka)
Kali – jedna z drugoplanowych postaci powieści W pustyni i w puszczy Henryka Sienkiewicza. Jest to Afrykanin z plemienia Wa-Hima, uratowany i uwolniony z rąk muzułmanów przez Stasia; towarzyszył chłopcu, małej ośmioletniej dziewczynce Nel i czarnoskórej kobiecie – Mei, aż do spotkania się z kapitanem Glenem i dr Clarym.
Staś w trakcie podróży próbował wykształcić europejski sposób myślenia u Kalego, co owocowało wieloma zabawnymi sytuacjami. Kali był bardzo przesądny i wierzył, że każda zła sytuacja jest spowodowana tym, że „złe Mzimu” się zdenerwowało. Był wierny, oddany i posłuszny Stasiowi oraz wierzył we wszystkie jego słowa.
Kali posługiwał się charakterystycznym sposobem mówienia – wszystkie czasowniki umieszczał w bezokoliczniku, zaś w kontekście samego siebie używał trzeciej osoby liczby pojedynczej.
Do języka potocznego wszedł zwrot moralność Kalego. Oznacza podwójny system oceny uczynków, w zależności od tego, kto ich dokonuje. Cytat z powieści:

Jeśli ktoś Kalemu zabrać krowy (...) to jest zły uczynek (...). Dobry, to jak Kali zabrać komu krowy.